# Konrad Hammetter
Konrad Hammetter (* 27. September 1898 in Ziersdorf, Bezirk Hollabrunn; † 16. Oktober 1941 in Schadanowa) war ein österreichisch-deutscher Politiker (NSDAP).

## Leben und Wirken
Hammetter, von Beruf Postbeamter, trat zum 1. Juni 1927 in die NSDAP ein (Mitgliedsnummer 54.144). In dieser übernahm er Aufgaben als Bezirksleiter des NSDAP-Bezirks Korneuburg. Seit April 1933 war er dort Mitglied des Gemeinderats von Stockerau. Von März 1935 bis Januar 1936 und von August 1936 bis Dezember 1937 amtierte er außerdem als Kreisleiter des Kreises Marchfeld der NSDAP. Vor dem deutschen Einmarsch in Österreich im März 1938 wurde Hammetter aufgrund seiner Betätigung in der NSDAP mehrmals inhaftiert.
Hammetter trat am 2. April 1941 im Nachrückverfahren für den ausgeschiedenen Abgeordneten Johann Esel als Abgeordneter in den nationalsozialistischen Reichstag ein, dem er bis zu seinem Tod im Oktober desselben Jahres als Vertreter Österreichs angehörte.
Hammetter starb am 16. Oktober 1941 als Teilnehmer des Krieges gegen die Sowjetunion.